# Blepharandra heteropetala
Blepharandra heteropetala är en tvåhjärtbladig växtart som beskrevs av W.R. Anderson. Blepharandra heteropetala ingår i släktet Blepharandra och familjen Malpighiaceae. Inga underarter finns listade i Catalogue of Life.